# Egmont (Beethoven)

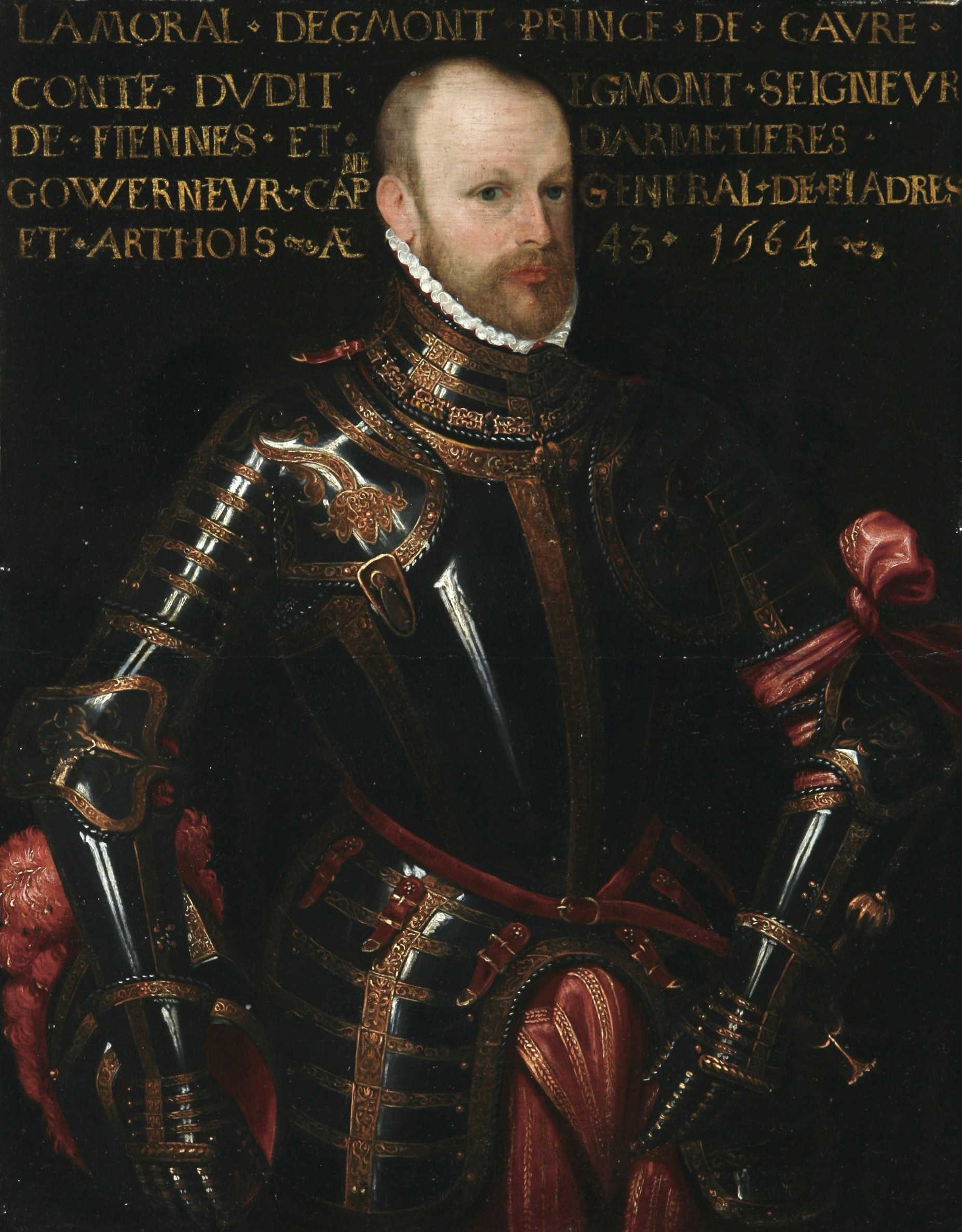
Comte d'Egmont

Egmont, op. 84, de Ludwig van Beethoven, és un conjunt de peces de música d'escena per a l'obra homònima de 1787 de Johann Wolfgang von Goethe. Consta d'una obertura seguida per una seqüència de nou peces addicionals per a soprano, narrador i orquestra. Beethoven la va escriure entre octubre de 1809 i juny de 1810, i fou estrenada el 15 de juny de 1810.
El tema tracta la vida i heroïcitats del noble de les Disset Províncies del segle xvi, el comte d'Egmont, un dels més de mil condemnats a mort pel Tribunal dels Tumults (1567-1576), instaurat per Felip II d'Espanya i organitzat pel tirà, el Duc d'Alba. Fou composta durant el període de les Guerres Napoleòniques, alhora quan l'Imperi Francès havia estès la seva dominació sobre la majoria d'Europa. Beethoven havia expressat la seva gran decepció per la decisió de Napoleó Bonaparte de coronar-se emperador el 1804, traient el seu nom de la dedicatòria de la simfonia heroica. En la música per a Egmont, Beethoven expressà les seves pròpies conviccions polítiques a través de l'exaltació del sacrifici heroic d'un home condemnat a mort per haver pres una postura valenta en contra de l'opressió.
La música fou rebuda amb elogis, en particular per Ernst Theodor Amadeus Hoffmann per la seva poesia, i declarava que Beethoven havia expressat les seves intencions amb "un geni notable".
L'obertura, forta i expressiva, és un dels últims treballs del seu període mitjà; s'ha convertit en una composició tan famosa com l'obertura Coriolà, i és en un estil similar a la cinquena simfonia que havia completat dos anys abans.

## Seccions
La música incidental inclou les seccions següents, entre les quals l'obertura, els lieder Die Trommel gerühret, Freudvoll und Leidvoll i Mort de Klärchen són especialment coneguts:
1. Ouverture: Sostenuto, ma non troppo - Allegro
2. Lied: "Die Trommel gerühret"
3. Entracte: Andante
4. Entracte: Larghetto
5. Lied: "Freudvoll und Leidvoll"
6. Entracte: Allegro - Marcia
7. Entracte: Poco sostenuto e risoluto
8. Mort de Klärchen
9. Melodram: "Süßer Schlaf"
10. Siegessymphonie (simfonia de la victòria): Allegro con brio